# VK Lutsch Moskau
Der VK Lutsch Moskau (russisch волейбольный клуб Луч Москва, englische Transkription: Luch Moscow) war ein russischer Männer-Volleyballverein aus Moskau. Der Verein wurde 1994 gegründet und spielte von 2002 bis 2006 in der russischen Superliga. Im europäischen CEV-Pokal 2005/06 erreichte das Team das Viertelfinale. Danach wurde die Mannschaft aus der Superliga zurückgezogen und 2008 aufgelöst.